# Stefano Torrisi
Stefano Torrisi, né le 7 mai 1971 à Ravenne en Italie, est un footballeur italien des années 1990 et 2000. Il évoluait au poste de défenseur central.

## Biographie
Stefano Torrisi est international italien lors d'un match pour aucun but. Il joue son unique match durant le tournoi de France, contre la France, le 11 juin 1997 à Paris, qui se solde par un match nul (2-2). Il est remplaçant à la mi-temps.
Il fait une longue carrière en Italie (Modène FC, Ravenne Calcio, AC Reggiana, Torino FC, Bologne FC, Parme AC et Reggina Calcio) et connaît deux expériences à l'étranger (Atlético Madrid et Olympique de Marseille). Il remporte en Italie la Division 4, la Division 3, la Division 2 et la Supercoupe d'Italie. En revanche, en Espagne et en France, il ne remporte rien.
Avec l'OM, il ne joue que six mois en 2002. Il ne dispute que deux matchs en tant que titulaire. Son premier match est contre le FC Nantes, match pendant lequel il détourne involontairement une frappe nantaise à la 36e minute dans ses propres filets, puis inscrit un but contre son camp de la tête à la 38e minute (1-3). Le second a lieu contre l'En Avant de Guingamp, qui se solde par une victoire (2-1).

## Clubs
- 1987-1990 :  Modène FC
- 1990-1993 :  Ravenne Calcio
- 1993-1994 :  AC Reggiana
- 1994-1995 :  Torino FC
- 1995-1998 :  Bologne FC
- 1998-1999 :  Atlético Madrid
- 1999-janvier 2002 :  Parme AC
- janvier-juin 2002 : →  Olympique de Marseille (prêt)
- 2002-2004 :  Reggina Calcio
- 2004-2007 :  Bologne FC

## Palmarès
- Coupe d'Espagne

- - Finaliste en 1999

- Supercoupe d'Italie
  - Vainqueur en 2000

- Championnat d'Italie de D2
  - Champion en 1996

- Championnat d'Italie de D3
  - Champion en 1990 et en 1993

- Championnat d'Italie de D4
  - Champion en 1992